# Hypogastrura kelmendica
Hypogastrura kelmendica är en urinsektsart som beskrevs av Peja 1985. Hypogastrura kelmendica ingår i släktet Hypogastrura och familjen Hypogastruridae. Inga underarter finns listade i Catalogue of Life.